# Grotta Giusti
La grotta Giusti è una grande cavità carsica d'interesse culturale e turistico, situata nel comune di Monsummano Terme (PT), il cui nome deriva dalla famiglia del poeta Giuseppe Giusti, primi proprietari dello stabilimento. La scoperta della grotta, avvenuta nel 1849, ha poi determinato la coincidenza con il nome della frazione sorta attorno allo stabilimento termale.

## Storia
La grotta, situata a sud-est di Monsummano Terme, nei pressi della strada statale per Fucecchio e non lontana dalle frazioni monsummanesi di Montevettolini, Pozzarello e Monsummano Alto, fu scoperta casualmente nella primavera del 1849, quando alcuni operai del Cav. Domenico Giusti, padre del poeta, stavano lavorando in una cava di calce di sua proprietà. 

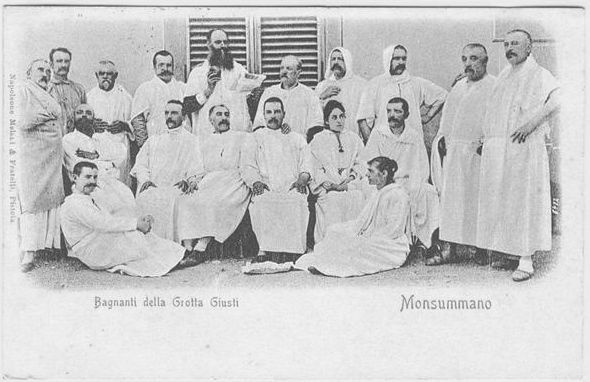
Ospiti in posa a Grotta Giusti

Dopo aver rimosso un grande masso, fu aperto un varco attraverso il quale furono gettate delle pietre, constatando in questo modo una notevole profondità e la presenza di acqua. Coloro che visitarono per primi la grotta, muniti di torce, si trovarono davanti ad un grandioso spettacolo della natura: la temperatura dell'ampia caverna era molto alta, come quella dei laghetti sotterranei, presenti fra i vari corridoi sotterranei stretti fra stalattiti e stalagmiti. Appresa la notizia della presenza di una caverna, il cav. Domenico Giusti si apprestò a visitare il misterioso ambiente, constatando le meraviglie presenti sotto il colle di Monsummano. La grande estensione della cavità (300 m) e la temperatura degli ambienti, indusse Domenico Giusti a riflettere sulla possibilità di utilizzare la grotta per fini terapeutici. Negli anni immediatamente successivi alla scoperta della cavità, si sparse velocemente la fama delle virtù curative dei bagni a vapore della grotta di Monsummano.
Da esperto di termalismo, già amministratore delle Regie Terme di Montecatini fin dal 1818, il Cav. Giusti, fra il 1852 e il 1854, si impegna in una prima organizzazione degli spazi di accoglienza. Nel 1853 fa realizzare una «fabbrichetta» composta da sala di ingresso e quattro stanzette ad uso di tepidario, utilizzati dai curanti dopo aver effettuato il bagno a vapore all'interno della grotta. Contestualmente il Cav. Domenico si rivolge al noto medico Antonio Targioni Tozzetti, incaricandolo di analizzare le caratteristiche chimiche dell'acqua e del vapore della grotta. Le sue osservazioni, pubblicate nel 1854, confermarono le capacità curative dei bagni a vapore. Il volume fu presto diffuso in tutti gli ambienti medici e intellettuali del Granducato di Toscana, aumentando così la fama della grotta di Monsummano. 
A partire dagli anni '60 lo stabilimento fu ampliato e nobilitato attraverso la realizzazione di un loggiato e terrazza, proprio come lo conosciamo oggi, nonché di nuovi ambienti attigui al primo nucleo architettonico. A ereditare il patrimonio familiare dei Giusti (1861), compreso lo stabilimento di Monsummano, fu Ildegarde Nencini-Giusti, sorella del poeta, scomparso prematuramente nel 1850. Con il cambio di gestione, nel quadro del processo risorgimentale italiano, la popolarità della grotta di Monsummano varca i confini nazionali, iniziando ad essere conosciuta anche in Europa. Questo per merito di un'attenta promozione curata dai proprietari, ma soprattutto grazie ai soggiorni di illustri personaggi come Giuseppe Garibaldi (1867), Luigi Kossuth (1871) e molti altri.
Nel 1873 Ildegarde Giusti si impegna nella realizzazione della struttura alberghiera, realizzata di fianco alla facciata dello stabilimento termale, davanti al quale nel 1875 furono collocate le statue raffiguranti Domenico Giusti e il figlio Giuseppe (oggi scomparse). Dopo l'apertura dell'albergo la struttura si distingue non solo per l'unicità della grotta - che evidentemente rappresentava un'offerta esclusiva - bensì per la volontà di accogliere ospiti che facevano parte dei ceti sociali più agiati. Questa scelta verrà ampiamente ripagata nel secondo Ottocento, quando la grotta era costantemente frequentata da personaggi delle élite nazionali ed europee: medici, intellettuali, artisti, politici, possidenti provenienti da moltissime nazioni soggiornavano spesso a Monsummano.
Definita dal maestro Giuseppe Verdi "l'ottava meraviglia del mondo", la grotta di Monsummano ad inizio Novecento poteva vantare numeri veramente considerevoli: nel 1910 furono effettuati 16 000 bagni a vapore. Superate le difficoltà del periodo bellico del primo Novecento, lo stabilimento fu ristrutturato dai nuovi proprietari - S.p.a. Stabilimento termale Grotta Giusti - negli anni settanta del secolo scorso, intervento che andava a rivisitare gli spazi interni dello stabilimento e dell'albergo.

## Grotta Giusti oggi
Ancora oggi gli ambienti del Paradiso, Purgatorio e Inferno della Grotta Giusti richiamano visitatori e curanti da tutto il mondo. La temperatura costante di 34° e un tasso di umidità del 90%, consentono di effettuare efficaci cure antroterapiche (durata circa 50 minuti). Meta privilegiata di celebrità e autorità, lo stabilimento negli ultimi anni ha aperto una nuova piscina termale all'aperto, con impianto tecnologico di altissimo livello con uno specchio d'acqua di 750 m², una grande cascata scenografica e idromassaggi subacquei con acqua termale a 35 °C, alimentata in modo perenne da acqua termale bicarbonata, solfata, calcica, magnesiaca a 35 °C.
L'attuale proprietà - Italian Hospitality Collection - ha inoltre allargato l'offerta dello stabilimento, utilizzando l'acqua termale per specifici trattamenti e offrendo consulenze mediche nella Spa della struttura. Oggi è attivo anche un Centro Benessere per trattamenti estetici, con una nuova area dedicata all'Oriente, dove sono proposte discipline antiche e tecniche energetiche per ritrovare il giusto equilibrio interiore.
L'antico albergo, oggi denominato Grotta Giusti Resort Golf & Spa, comprende 58 camere doppie e 6 Junior Suite, dotato di Internet point e centro business con sale per convention e piccole salette per meeting. Fra le varie proposte dello stabilimento, molto suggestiva è l'attività di diving, attraverso la quale è possibile immergersi nel lago sotterraneo della grotta termale.

## Caratteristiche dell'ambiente sotterraneo
L'estensione degli spazi nel sottosuolo è tale da consentire la scelta degli angoli con la temperatura più congeniale: procedendo dall'ingresso verso la parte più profonda della Grotta, si attraversano infatti tre zone, via via più calde, che la tradizione ha battezzato Paradiso, Purgatorio ed Inferno. Nel Limbo si trova un pittoresco laghetto, in cui l'acqua ha una temperatura costante, d'inverno e d'estate, di 36 °C. Anche la temperatura dell'aria subisce limitatissime variazioni stagionali, oscillando intorno ai 31 °C nella prima cavità con un progressivo aumento della temperatura, che raggiunge al massimo i 34 °C, con un livello di umidità prossimo al 100%. La pressione atmosferica è costante e uguale a quella esterna, in tutte le zone della Grotta. Un meccanismo naturale non ancora completamente spiegato garantisce un costante ed efficace ricambio dell'aria, che rende piacevole la permanenza nella Grotta, malgrado la profusa sudorazione indotta dall'elevato tasso di umidità, più che dalla temperatura. I vapori delle ricche acque termali generano un naturale bagno di salute e disintossicano l'organismo producendo un generale benessere di tutto il corpo..

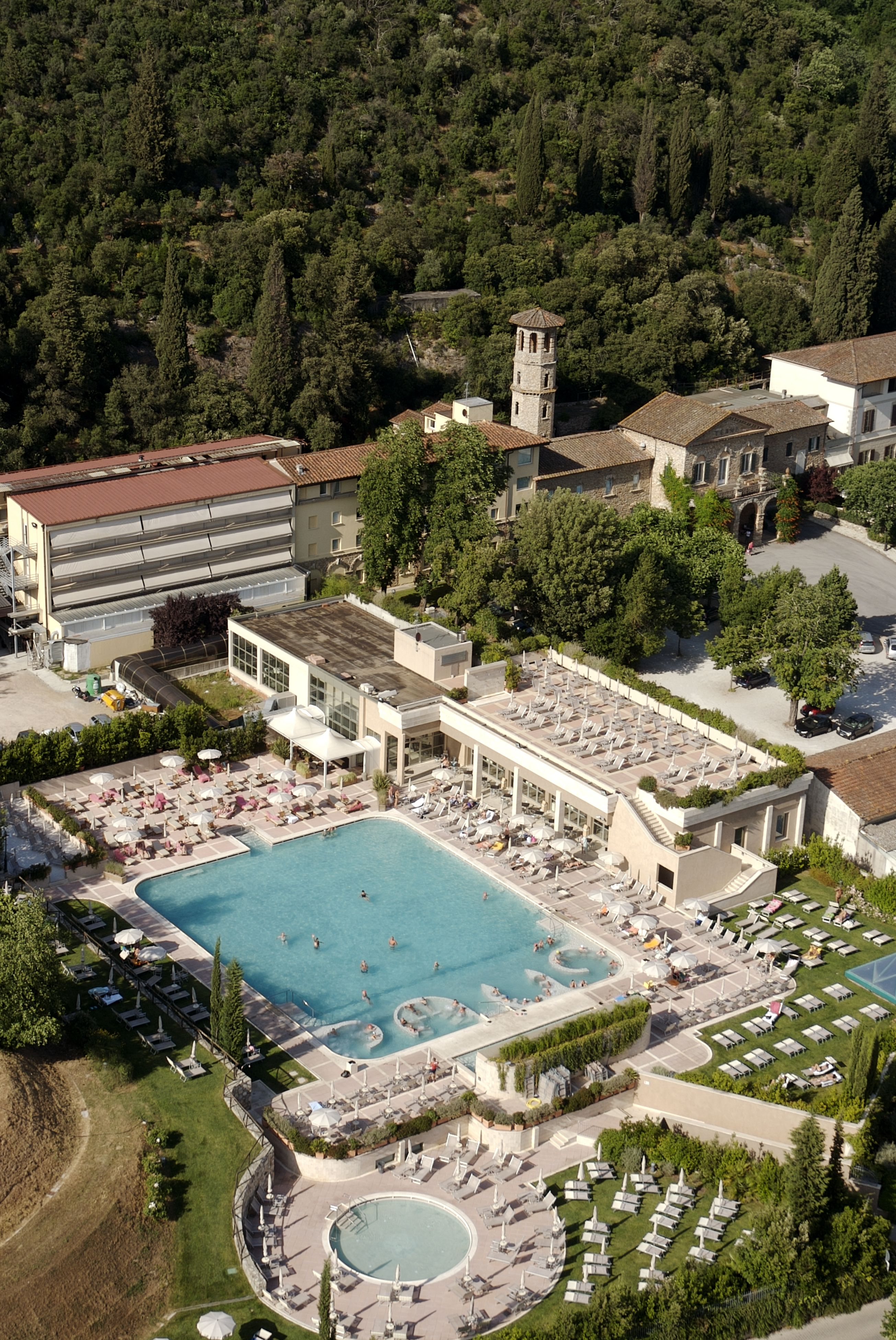
Lo scenario dello stabilimento Grotta Giusti

## Brevi indicazioni per le cure
Indicazioni: Artropatie degenerative, reumatismi infiammatori cronici, artropatie dismetaboliche (gotta), malattie infiammatorie croniche delle alte e basse vie respiratorie anche di natura allergica, malattie della pelle (eczema cronico, dermatite seborroica, psoriasi). La sudorazione favorisce un intenso processo depurativo e detossicante che unito alla immediata sensazione di benessere ne fanno un trattamento unico, per il completo recupero del proprio equilibrio psicofisico. Controindicazioni: Età inferiore ai 12 anni, gravidanza ed allattamento, ciclo mestruale in atto. La Grotta non provoca repentini sbalzi pressori anche in soggetti con ipotensione fisiologica. Alle persone affette da malattie degne di nota si consiglia la consulenza medica..